# Талкин Ключ
Талкин Ключ (хак. Талкин чулы — ручей Талкина) — деревня в Ширинском районе Республики Хакасии Российской Федерации. Входит в Черноозёрный сельсовет. Основана в 1933. Население — 220 человек (на 01.01.2004), в том числе русские, хакасы (34 %) и др.

## География
Находится в 49 км на северо-восток от райцентра — села Шира и ж.-д. станции.

## История
Основана в 1933.

## Население
| 2002 | 2010 |
| ---- | ---- |
| 212  | ↘169 |

## Инфраструктура
Число хозяйств — 62 (01.01.2004).
Начальная школа, библиотека.

## Достопримечательности
Рядом расположена Ошкольская писаница (известная также под названием «Талкин ключ»). Относится к таштыкской археологической культуре.